# Wanda Austin
Wanda M. Austin (nacido en 1954) es una expresidente y CEO de The Aerospace Corporation, una arquitecto líder de los programas espaciales de seguridad nacional de la nación. Conocida como la primera mujer y la primera afroamericana en ocupar este cargo.  Austin asumió este cargo el 1 de enero de 2008 y se retiró el 1 de octubre de 2016 y continúa como consultora para la corporación.
Austin fue elegida miembro de la Academia Nacional de Ingeniería en 2008 por su liderazgo en la ingeniería e integración de sistemas nacionales de inteligencia espacial.
Se desempeñó como presidente interino de la Universidad del Sur de California, tras la renuncia de C. L. Max Nikias.Fue la primera mujer y la primera afroamericana en ocupar este cargo.
Continúa sirviendo en la junta directiva de la Space Foundation y Chevron Corporation, y en la junta directiva de la Universidad del Sur de California y la National Geographic Society.

## Biografía
Austin nació en el Bronx, en la ciudad de Nueva York. Se graduó de la Escuela Secundaria de Ciencias del Bronx. Obtuvo una licenciatura en matemáticas del Franklin & Marshall College, una maestría en ingeniería de sistemas y matemáticas (1977) de la Universidad de Pittsburgh. Después de completar su maestría, trabajó en Rockwell International durante dieciocho meses, antes de mudarse a la Corporación Aeroespacial en El Segundo, California, en 1979, donde trabajó en varios aspectos de las comunicaciones por satélite y la defensa. En 1988, obtuvo su doctorado (doctorado) de la Universidad del Sur de California, con una tesis titulada "Entender el lenguaje natural en la aplicación del modelado dinámico de sistemas". Austin explica su trabajo en el Programa MILSAC (Comunicaciones Militares por Satélite) en Aerospace Corporation y habla sobre cómo la Guerra Fría afectó el negocio de satélites y la tecnología espacial así como un doctorado en ingeniería de sistemas.

## Publicaciones
En 2016, Austin publicó un libro llamado Making Space: Strategic Leadership for a Complex World.

## Premios
Austin ha recibido el Medallón Nacional de Inteligencia por Servicio Meritorio, el Pergamino de Logro de la Fuerza Aérea y la Medalla de Servicio Distinguido de Oro de la Oficina Nacional de Reconocimiento. En 2010, recibió el Premio von Braun del Instituto Americano de Aeronáutica y Astronáutica a la Excelencia en la Gestión de Programas Espaciales,y el Pergamino de Logro de la Fuerza Aérea. También fue elegida miembro de la Junta de Síndicos de la Universidad del Sur de California en el mismo año. Ha recibido el Premio Horatio Alger 2012y el NDIA Peter B. 2012 Premio Teets Industry. También recibió el Medallón Presidencial de la USC en 2018. Además de estos premios, Austin fue seleccionado para servir en el Comité de Planes de Vuelos Espaciales Tripulados del Presidente Obama en 2009, y en la Junta de Ciencias de la Defensa en 2010. En 2014, Austin fue nombrado miembro del Consejo Asesor de la NSA; y, al año siguiente, fue nombrado para servir en el Consejo Presidencial de Asesores en Ciencia y Tecnología. Austin también forma parte de la junta directiva de Chevon y Amgen.